# Automolius brooksi
Automolius brooksi är en skalbaggsart som beskrevs av Britton 1957. Automolius brooksi ingår i släktet Automolius och familjen Melolonthidae. Inga underarter finns listade.